# ثيوفيلس (بابا الإسكندرية)
ثيؤفيلوس الأول (توفي في 15 أكتوبر 412م) هو البابا الثالث والعشرون في الكنيسة القبطية الأرثوذكسية، تولى الكرسي المرقسي سنة 385م، واستمر في منصبه حتى وفاته. يُعتبر من أبرز الشخصيات الكنسية في أواخر العهد الروماني، حيث لعب دورًا محوريًا في ترسيخ المسيحية كمهيمنة دينية في الإسكندرية، خاصة من خلال صراعه مع الوثنية والفلسفات غير المسيحية.

## أصل الاسم
الاسم "ثيؤفيلوس" هو تعريب للاسم اليوناني القديم Θεόφιλος، ويعني "محبّ الله" أو "صديق الله"، ويتكوّن من الكلمتين: Θεός (ثيوس: الله) وφίλος (فيلوس: صديق أو مُحب).

## السياق الديني والسياسي
عند تولي ثيؤفيلوس للكرسي البابوي، كانت المسيحية تتحول من ديانة مضطهدة إلى دين الدولة الرسمي في الإمبراطورية الرومانية، وهو ما ساهم في نشوء صراعات دينية مع الديانات القديمة وخاصة الوثنية والفكر الفلسفي اليوناني.

## خلفية تاريخية
في أواخر القرن الرابع الميلادي، أصدر الإمبراطور ثيودوسيوس الأول سلسلة مراسيم بين عامي 389–391م، حظرت الطقوس الوثنية وأغلقت العديد من المعابد، مما أدى إلى تغيرات دينية واسعة في المدن الكبرى مثل الإسكندرية.

## تدمير السرابيوم
سرابيوم (الإسكندرية) في عام 391م، تصاعد التوتر بين المسيحيين والوثنيين في الإسكندرية، بعد أن قام البابا ثيؤفيلوس الأول الإسكندري بعرض بعض التماثيل والرموز الوثنية علنًا في موكب وُصف بالسخرية، ما أثار موجة غضب بين أتباع الديانة الوثنية. ووفقًا لبعض الروايات، تزامنت هذه الأحداث مع مرسوم إمبراطوري أصدره الإمبراطور ثيودوسيوس الأول يقضي بتجريم العبادات الوثنية وإغلاق معابدها، مما أتاح تحويل بعضها إلى منشآت مسيحية.
تذكر بعض المصادر، من بينها المؤرخ سقراط القسطنطيني، أن السلطات الإمبراطورية منحت ثيؤفيلوس حق التصرف في المعابد المهجورة. ومع تصاعد التوتر والعنف، تحصّن عدد من الوثنيين في معبد السيرابيوم، الذي كان يُعد من أهم معابد المدينة، قبل أن يتم اقتحامه من قبل القوات الرومانية بمساعدة فصائل مسيحية محلية. وأسفر ذلك عن تدمير المعبد أو تحويله لاحقًا إلى كنيسة باسم الإمبراطور أركاديوس.

## مصير مكتبة السيرابيوم
يُعتقد أن معبد السيرابيوم كان يضم فرعًا من مكتبة الإسكندرية يُعرف أحيانًا بـ"مكتبة ابسيتاريوم". ومع ذلك، فإن الرأي السائد بين المؤرخين اليوم هو أن هذه المجموعة المكتبية، إن وُجدت، قد أُزيلت أو نُقلت من الموقع قبل تدمير المعبد. لا توجد أدلة مباشرة تؤكد تدمير مكتبة في هذه المناسبة، ويُرجح أن محتوياتها قد فُقدت تدريجيًا نتيجة الإهمال أو النزاعات السابقة.

## موقفه من تعاليم أوريجانوس
في البداية، أبدى ثيؤفيلوس ميلًا لبعض تعاليم أوريجانوس، وهو أحد أبرز لاهوتيي الكنيسة الأولى. لكن عام 399م، ومع تصاعد الخلافات بين التيار المائل للتفسير الرمزي والتيار الذي تبنّى فهماً حرفياً لله بصفات بشرية (الأنثروبومورفية)، غيّر ثيؤفيلوس موقفه. عقد مجمعًا محليًا في الإسكندرية أدان فيه تعاليم أوريجانوس بوصفها غير متوافقة مع عقائد الكنيسة، وأمر بنفي عدد من أتباعه، من بينهم أربعة رهبان بارزين عُرفوا لاحقًا باسم "الإخوة الطوال".

## مشاركته في الحياة الكنسية
شارك ثيؤفيلوس في رسامة يوحنا ذهبي الفم بطريركًا للقسطنطينية سنة 398م، لكنه دخل في صراع معه لاحقًا، وساهم في عزله خلال سينود البلوط سنة 403م، بدعم من ابن أخيه وخليفته المستقبلي كيرلس الأول.

## إرثه

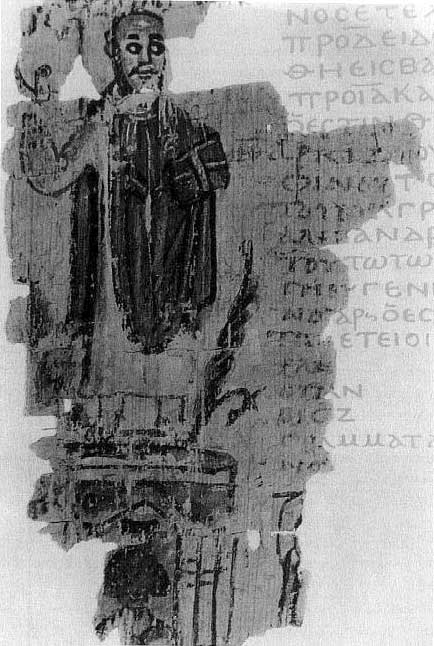
صورة مرسومة على بردية تُظهر البابا ثيؤفيلوس الأول.

### مراسلاته
ترك ثيؤفيلوس عدة رسائل دينية، من أبرزها مراسلاته مع جيروم، أناستاسيوس الأول (بابا), وإينوسنت الأول، وتُعد من أقدم الشواهد على العلاقة بين الكنيسة القبطية وكنائس الغرب.

### مؤلفاته
- مؤلفات البابا ثيؤفيلوس المحفوظة في السريانية، وتشمل رسائل وعظات مترجمة من الأصل اليوناني، جمعها القس زكا فايز لبيب.[11]
- عظة العشاء السري حول سر الإفخارستيا، تُرجمت للعربية بجهد الباحث بطرس كرم.

### صلوات قبطية وترجمتها إلى الجَعِيز
تُنسب له صلوات باللغة القبطية تُرجمت لاحقًا إلى الجَعِيز، لغة كنيسة التوحيد الأرثوذكسية الإثيوبية، مما يدل على تأثير الكنيسة القبطية في إثيوبيا.

## وصلات خارجية
- موسوعة بريتانيكا – ثيؤفيلوس
- تدمير السرابيوم – جامعة مدينة نيويورك
- أعمال البابا ثيؤفيلوس المحفوظة في السريانية